# Jaaniveski
Jaaniveski – wieś w Estonii, prowincji Rapla, w gminie Märjamaa.